# Игор Боелза
Игор Фјодорович Боелза (8. фебруар 1904 — 5. јануар 1994) био је совјетски историчар музике и композитор који је написао 4 симфоније, 5 клавирских соната, 2 сонате за виолончело, за гудачки квартет и неколико филмских музика за Александра Довженка. Био је отац Свјатослава Белзе, шоумена и ТВ личности.
Боелза је рођен у Кјелцу, из племићке пољске породице, која се преселила у Кијев после Првог светског рата. Студирао је на Кијевском конзерваторијуму са Борисом Љатошинским. Боелза је предавао на Кијевском државном универзитету све док га немачка инвазија на Украјину није натерала да се пресели у Москву и придружи се особљу Московског конзерваторијума.
Боелза је аутор књига о Моцарту (1941), Александру Бородину (1944), Антоњину Дворжаку (1949), Рајнхолду Глијеру (1955), Марији Сзимансковој (1956), Витесзлаву Новаку (1957), Фредерику Шопену (1960), Михалу Клеофасу Огинском (1965) и неких мање познатих пољских музичара. Добио је докторат на Карловом универзитет у Прагу, 1967.

## Публикације
- Boelza, Igor. Handbook of Soviet Musicians. Westport, Conn.: Greenwood Press, 1943 / 1971. ISBN 9780781202015.